# 艾尼昂
艾尼昂（法語：Aignan，法語發音：[ɛɲɑ̃] ⓘ）是法国热尔省的一个市镇，位于该省西部，属于米朗德区。

## 地理
艾尼昂（43°41'52"N, 0°5'0"E）面积32.16 平方千米，位于法国奧克西塔尼大區热尔省，该省份为法国西南部内陆省份，北起顺时针与洛特-加龙省、塔恩-加龙省、上加龙省、上比利牛斯省、大西洋比利牛斯省和朗德省接壤。
与艾尼昂接壤的市镇（或旧市镇、城区）包括：马尔古厄梅梅、阿韦龙-贝尔热勒、布宗-热勒纳沃、卡斯泰尔纳韦、库卢梅蒙代巴、卢贝达、卢苏代巴、吕皮亚克、普伊德拉甘、萨巴藏。

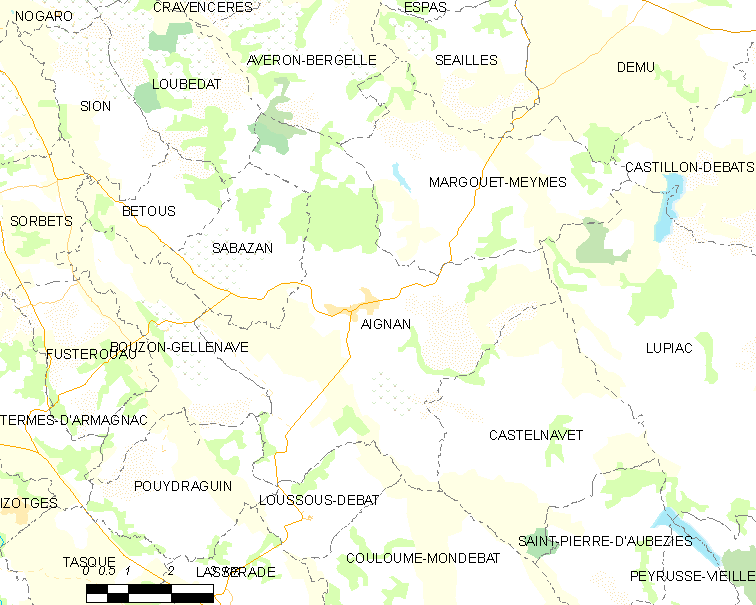
艾尼昂的OSM定位图

艾尼昂的时区为UTC+01:00、UTC+02:00（夏令时）。

## 行政
艾尼昂的邮政编码为32290，INSEE市镇编码为32001。

## 政治
艾尼昂所属的省级选区为热尔阿杜尔县。

## 人口

1962-2008年间艾尼昂人口变化图示

艾尼昂于2022年1月1日时的人口数量为722人。